# Las mil y una noches (miniserie)
'Las mil y una noches' Es una miniserie Británico/Estadounidense adaptada por  Peter Barnes del libro “El libro de las mil y una noches” de Sir Richard Francis Burton, que a su vez es una traducción del relato épico medieval “Las mil y una noches”. 
Producida por Dyson Lovell y dirigida por Steve Barron, fue hecha por Hallmark Entertainment y originalmente emitida entre el 30 de abril y el 1 de mayo de 2000 en BBC One en el Reino Unido y ABC en los Estados Unidos
La serie consta de cinco historias de Las mil y una noches, manteniendo el estilo de historias dentro de otras historias como sinónimo de las noches. El elenco incluye a Alan Bates como narrador, Rufus Sewell, Andy Serkis, Mili Avital James Frain, John Leguizamo (en un doble papel), Jason Scott Lee, Vanessa-Mae, Alexei Sayle, Jim Carter, James Callis, y Oded Fehr.

## Sinopsis
La historia empieza en Bagdad en un momento indeterminado (ya que el narrador parece vivir durante el siglo VIII, El Sultán Shahryar (Dougray Scott) enloquece después de haber matado accidentalmente a su traidora esposa durante un fallido golpe de Estado, que había planeado con su hermano Schahzenan (James Frain). En su locura, Shahryar se convence de que todas las mujeres quieren matarlo, pero la ley establece que el Sultán debe casarse de nuevo o el trono le pertenecerá a su hermano. Entonces Shahryar ordena al Visir Ja'Far (Jim Carter) traerle una de sus concubinas del harén para casarse y luego tener una ejecución al día siguiente.
Con el fin de evitar esto, la astuta hija del Visir; Scheherezade (Mili Avital), decide casarse con el Sultán. Scheherazade (una amiga de la infancia del sultán del que estaba enamorada) tiene un plan para evitar su propia ejecución y curar al sultán de su locura al mismo tiempo. Con la ayuda de un narrador de bazar (Alan Bates), Scheherezade le cuenta una historia al Sultán cada noche, interrumpiéndola al amanecer con un cliffhanger y reusándose a continuar hasta el anochecer. Por lo que Shahryar deja que viva otro día con tal de oír el resto de la historia. Astutamente, Scheherazade esconde una moraleja en cada historia, intentando que el Sultán entre en razón.
Mientras tanto, Schahzenan (el hermano de Shahryar) se entera de la locura del Sultán y cree que no será capaz de ejecutar a Scheherazade. Percibiendo esto como una debilidad, Schahzenan comanda su ejército hacia Bagdad en un intento de tomar el trono por la fuerza. No obstante, para el momento en que el  ejército llega a la ciudad, el plan de Scheherazade ha funcionado. Gracias a sus relatos, Shahryar recupera la cordura y se enamora de Scheherazade. Basándose en lo que aprendió de las historias, Shahryar es capaz de derrotar al ejército de su hermano. Al final de la batalla, se revela que todo ha sido parte de la historia en sí, contada por Scheherazade a sus niños. La serie termina con la promesa de Scheherazade acerca de contarles otra historia la noche siguiente.

### Las historias de Scheherezade

#### Alí Babá y los cuarenta ladrones
La primera historia es la de Alí Babá y los cuarenta ladrones. Ali Baba (Rufus Sewell) es un pobre campesino de Damasco que encuentra una cueva mágica en la que se oculta un tesoro robado por los cuarenta ladrones, un grupo de bandidos asesinos que ha invadido el reino. Usando las palabras mágicas “¡Ábrete Sésamo!”, Ali entra en la cueva y toma una parte del tesoro. Cuando Ali le cuenta a su hermano Kasim (Andy Serkis) acerca de la cueva, Kasim reclama su parte y va a la cueva por sí solo donde es descubierto y asesinado por el líder de los cuarenta ladrones, Black Coda (Tchéky Karyo).
Ali Baba encuentra el cuerpo de Kasim colgado como advertencia. Con la ayuda de su sirvienta Morgiana (Amira Casar), Ali baja a Kasim y le da sepultura. Black Coda se da cuenta de que Kasim no era el único que había descubierto su tesoro.
Black Coda descubre que Ali Baba y Morgiana viven en Damasco e ingenia un plan para matarlos. Los cuarenta ladrones entran a la ciudad escondidos en barriles de aceite que son puestos cerca de la finca de Ali, donde esperan hasta el anochecer. Antes de que puedan atacar, Morgiana descubre los barriles y los hace rodar colina abajo donde son arrestados (y luego ejecutados) por los guardias de la ciudad, excepto Black Coda quien consigue escapar.
Para celebrar su victoria, Ali Baba organiza un banquete. Morgiana interpreta una danza exótica para Ali durante la cual apuñala a uno de los invitados, matándolo. Le quita una barba falsa, descubriendo que es Black Coda. Sobrecogido por su lealtad, Ali Baba se casa con Morgiana.

#### La historia del jorobado
Para evitar que Shahryar se de cuenta de que está empezando un nuevo relato, Scheherazade empieza su siguiente historia enlazándola con la anterior, explicando que Faisal (Stanley Lebor) diseñó el vestido de novia de Morgiana y su esposa, Safil (Jamila Massey), de Constantinopla, fueron a la boda de Ali Baba.
De vuelta en Constantinopla, la pareja tiene una cena con Bac-Bac (Alexei Sayle), el bufón jorobado del Sultán, en la que Bac-Bac se atraganta con una espina de pescado y muere. Preocupados por su reputación, Faisal y Safil dejan su cuerpo en la puerta de la casa de un médico Judío, Ezra Ben Ezra (Leon Lissek).
Antes de que el doctor Ezra pueda echar un vistazo a Bac-Bac, se tropieza con él en la oscuridad y ambos caen por las escaleras. Después de la caída, Ezra encuentra el cuerpo y asume que lo mató. Al reconocerlo, hace lo mismo que Faisal y Safil, y lanza el cuerpo por la chimenea de su vecino Chino, Hi-Ching (Junix Inocian). Hi-Ching cree que intentan asaltarlo y ataca a Bac-Bac, luego cree que lo ha matado al golpearlo tan fuerte (como lo creyeron los otros) y ahora teme por su bienestar. Por lo que lleva el cuerpo a un callejón oscuro, donde el inglés Jerome Gribben (Roger Hammond) camina ebrio, el cuerpo de Bac-Bac cae sobre Jerome, quien cree que está siendo atacado, lo golpea varias veces contra un muro y llama a los guardias, quienes reconocen a Bac-Bac y arrestan a Jerome.
Jerome es enjuiciado y sentenciado a muerte. Incapaz de soportar la culpa, Hi-Ching, Ezra, y Faisal confiesan haber matado al jorobado. En medio de la confusión, el Sultán (Tony Osoba) entra y exige saber quién mato a su bufón, pero luego se da cuenta de que la muerte de Bac-Bac fue un accidente y libera a Jerome y los otros.

#### Aladín y la lámpara mágica
La historia relata el cuento clásico de Aladín (Jason Scott Lee), un bandido que vive en el califato de Samarkand, mientras huye de la ley, encuentra un carruaje y bloquea su paso. Se abre una ventana del carruaje de la que se asoma la princesa Zubaïda (Vanessa-Mae), se ven el uno al otro y se enamoran.
Mientras escapan, Aladín conoce a un misterioso viajero llamado Mustafá (Hugh Quarshie), quien afirma haber sido un amigo de su padre y está dispuesto a pagarle una buena suma de dinero por una “simple” tarea. Aladín acepta y se encuentra con Mustafá en la entrada de la cueva de las maravillas. Mustafá le da una anillo a Aladdin, y jura "por las plumas de Héctor", que Aladdin no verá el día de su boda si lo traiciona.
Aladín entra a la cueva y camina a través de un ejército de Terracotta hasta que encuentra la lámpara. Rápidamente regresa a la entrada, donde Mustafá le pide la lámpara antes de ayudarlo a salir. Aladín se niega, creyendo que Mustafá tomará la lámpara y lo dejará en la cueva. Mustafá, enfurecido, cierra la entrada de la cueva lo abandona. En su desesperación, Aladín frota el anillo de Mustafá y convoca al Genio del anillo (John Leguizamo) quien libera a Aladín de la cueva.
De vuelta en casa con su madre, Aladín se pregunta por qué Mustafá querría una lámpara de aceite ordinaria. Al frotarla libera al genio de la lámpara (también John Leguizamo) quien puede conceder los deseos de Aladdin. Aladdin y su madre desean una fortuna que usan para conseguir ser miembros de la Corte Real. Aladín le pide al Califa la mano de su hija en matrimonio, pero es rechazado ya que la princesa está comprometida.
Aladdin entonces invoca al genio de la lámpara, para humillar al pretendiente y casarse con la princesa. En África, Mustafá descubre que Aladín está vivo y se ha casado, mientras su halcón Héctor, pierde su plumaje. Mustafá va a Samarkand vestido como mercader cambiando nuevas lámparas por viejas, donde convence a un sirviente en el palacio de Aladín para cambiar la lámpara mágica. Una vez la lámpara queda sus manos, le pide al genio deshacer los deseos que había pedido Aladín. Usando al genio del anillo, Aladdin reta a Mustafá a un duelo a muerte con su magia. Cada genio se transforma en una bestia tras otra, hasta que el genio del anillo es atrapado en una ratonera gigante. Aunque Mustafá parece haber ganado, Aladín aprovecha sus habilidades de ladrón, tomando la lámpara y robando su victoria.

#### El Sultán y el mendigo
Al principio de la historia, Scheherezade explica que su siguiente historia es acerca de Amin el mendigo (quien luce exactamente como Shahryar) y el Sultán Harun Al-Rashid (quien luce exactamente como su hermano).
La historia sigue a Amin, (Dougray Scott) un solitario mendigo ébrio quien conoce al despiadado Sultán Harún al-Rashid (James Frain). Al-Rashid secuestra a Amin y lo viste como Sultán, luego ordena a sus sirvientes pretender que Amin es el Sultán, mientras él mira lo que ocurre oculto entre cámaras detrás de los muros del palacio. Cuando Amin despierta, al principio cree que ha perdido la razón, pero pronto empieza a disfrutar ser el Sultán. Eventualmente toma el trabajo mucho más en serio como Gran Visir y comandante de la armada, hace más en un día de lo que el verdadero Sultán hizo en años. 
Al oír esto, Harun enojado pone un polvo adormecedor en la bebida de Amin. Al-Rashid lo lanza de vuelta a las calles como un mendigo. Cuando Amin despierta confundido, insiste ser el Sultán, incitando a los guardias a llevarlo a un manicomio.
Al-Rashid decide repetir la broma, nuevamente droga a Amin y lo lleva al palacio vestido como Sultán. Cuando Amin despierta, oye los susurros de Al-Rashid desde dentro de una de las cámaras, toma una espada y apuñala a Al-Rashid, creyendo que es un demonio. Viendo que Al-Rashid está muerto, sus consejeros deciden que contarán a los demás que el Sultán se ha ido a peregrinar a La Meca, y que Amin fue elegido como su sucesor, mientras siguen intentando convencer a  Amin de que él es el único y verdadero Sultán Harun Al-Rashid.
Al final de la historia, mientras el ejército se acerca a Bagdad, el Sultán Shahryar se da cuenta de que está enamorado de Scheherazade y se ha curado de su locura, pero Scheherezade cree que Shahryar debe oír una historia más antes de ir a la batalla.

#### Los tres príncipes
La última historia es acerca de los hijos del rey de Yemén, el príncipe Ali (Alexis Conran), el príncipe Ahmed (James Callis), y el príncipe Hussain (Hari Dhillon). Los tres son guerreros entrenados y pelean por el más mínimo detalle. Sus padres creen que cuando el rey muera, los hijos lucharán entre sí por el control del reino. Por lo tanto el rey reta a cada uno a traerle lo que ellos consideren el objeto más precioso del mundo, dándoles un año para completar su búsqueda.
Ali se dirige al norte hacia un reino de bronce, y encuentra un poderoso telescopio. Ahmed viaja al este a un monasterio Budista en la montaña que pose una mística manzana (la manzana de la vida), quien la coma puede curar cualquier herida o enfermedad, la consigue al pasar una prueba secreta. El último hermano, Hussain, viaja al oeste a la ciudad bajo tierra de Petra. Mientras se pasea por el mercado buscando el objeto más precioso del mundo, hasta que encuentra una alfombra voladora.
Los viajes de los hermanos concluyen tras un año y los tres se reúnen. El telescopio de Ali revela que su padre está en su lecho de muerte. Los hermanos emprenden el viaje de vuelta a Yemen en la alfombra de Hussain para salvarlo con la manzana de la vida de Ahmed.
Scheherezade explica que como resultado de sus travesías, cuando los hermanos finalmente heredan el trono, gobiernan el reino juntos en paz y armonía.

## Reparto
- Mili Avital como Scheherezade.
- Dougray Scott como Shahryar y Amin el mendigo.
- Alan Bates como el narrador.
- James Frain como Schahzenan y el Sultán Harun Al-Rashid.
- Peter Guinness como el verdugo.
- Jason Scott Lee como Aladín.
- Pik-Sen Lim como viuda Twankey y madre de Aladín.
- John Leguizamo como el genio de la lámpara y el genio del anillo.
- Vanessa-Mae como princesa Zubaïda.
- Hugh Quarshie como Mustafá.
- Jim Carter com  Ja'Far, padre de Scheherezade.
- Amira Casar como Morgiana.
- Rufus Sewell como Alí Babá.
- Tchéky Karyo como Black Coda.
- Andy Serkis como Kasim.
- Alexis Conran como príncipe Ali.
- James Callis como príncipe Ahmed.
- Hari Dhillon como príncipe Hussain.
- Alexei Sayle como barbero de Bagdad y Bac-Bac.
- Oded Fehr como ladrón #2.

## Menciones y premios
| Año  | Ceremonia | Categoría                                                             | Resultado |
| ---- | --------- | --------------------------------------------------------------------- | --------- |
| 2000 | Artios    | Mejor casting para miniserie                                          | Ganador   |
| 2000 | Emmy      | Maquillaje destacado para una miniserie, película o especial          | Nominado  |
| 2000 | Emmy      | Dirección artística destacada para una miniserie, película o especial | Nominado  |
| 2000 | Emmy      | Vestuario destacado para una miniserie, película o especial           | Nominado  |
| 2000 | Emmy      | Miniserie, película o especial destacado                              | Nominado  |
| 2000 | Emmy      | Miniserie destacada                                                   | Nominado  |